# Kamuy
Kamuy (tiếng Ainu: カムィ; tiếng Nhật: カムイ, đã Latinh hoá: kamui) là một vị thần trong thần thoại Ainu, một thuật ngữ biểu thị một thực thể siêu nhiên bao gồm hoặc sở hữu năng lượng tâm linh.
Người Ainu có nhiều truyền thuyết về kamuy, được truyền qua các thế hệ bằng hình thức truyền miệng và các nghi lễ truyền thống. Những câu chuyện về kamuy được thuật tả trong các bài hát và biểu diễn, và thường được thực hiện trong các nghi lễ linh thiêng.